# スラッシュ (飲料)

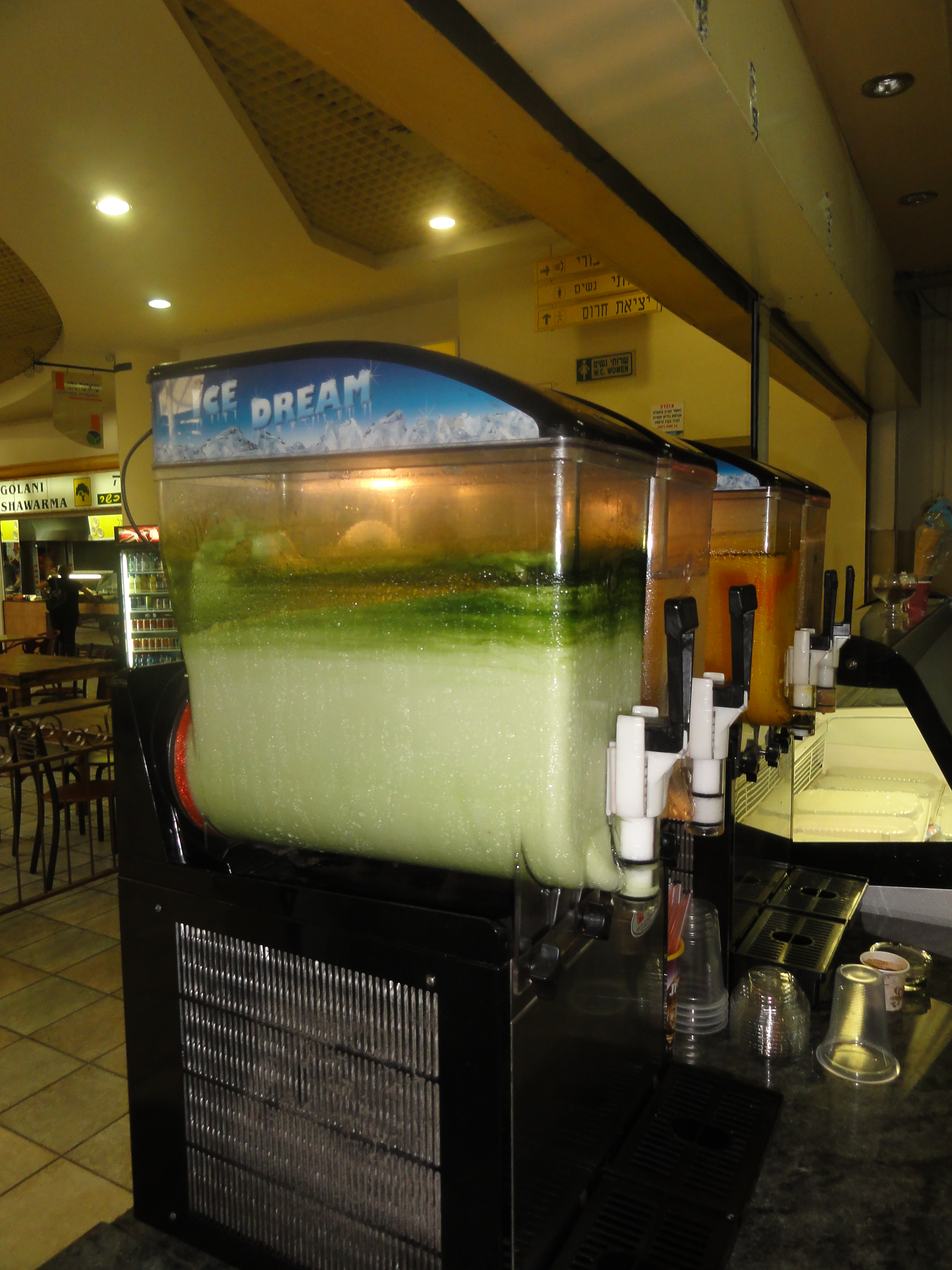
イスラエルのスラッシュ製造機

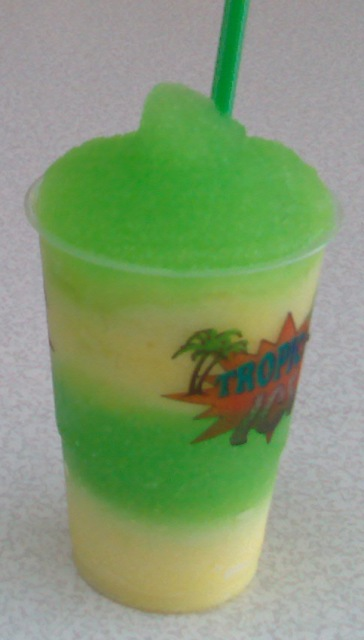
層状のスラッシュ飲料

スラッシュ（英: slush、スラッシー (slushy, slushie) とも）は、風味を付けた液体を凍らせて作る飲料。

## バリエーション
スラッシュには数多くの種類が存在する。
非炭酸のタイプは、非炭酸のジュースや他の液体を凍らせることにより作られる。その製造機は圧力室が必要ないため安価でメンテナンスが容易である。炭酸飲料を凍らせたタイプもあり、スラーピーやIceeのような商品がその代表である。製造機は複雑で高価であり二酸化炭素の供給を必要とするが、非常に細かく「水気のない」スラッシュを作ることができる。一般的ではないがコーヒー飲料やアルコール飲料を凍らせたスラッシュもある。また、過冷却を利用して瞬間的に凍結するようにしたスラッシュ飲料もある。例としては、普通の冷凍庫で作ることができ、開けるとすぐスラッシュになるSlushieや、飲料を凍結温度以下で貯蔵して開封と同時にスラッシュになるようにするChill Chamberなどがある。コカ・コーラ社からイギリスで一時販売されていた過冷却スプライトは、開けた際にスラッシュになるように過冷却状態でボトルを貯蔵するための特別な自動販売機を必要とした。

## 温度
氷を砕いて水に入れたものは、水の氷点０℃の基準である。水から作った氷は０℃もしくはそれよりずっと低い温度にすることができる。機械による攪拌の目的の一つは、水が凍結しないように保つためである。飲料に凍結温度を下げるための添加物を加えて、単なる水のスラッシュよりもずっと冷たくなるようにしたものもある。

## 必須の糖組成
スラッシュは砂糖と水を混合することで作られる。混合物が丸ごと氷になるのを防ぐには溶液中に12% - 22%の糖がなければならない。糖は溶液中で不凍剤として働く。スラッシュを作る機械は、一定速度で混合物を攪拌・回転させ、糖と水分子を結合させることで水の凍結を防ぐ。これにより、柔らかく水気の多いスラリー状の混合物が得られる。